# Alex Metreveli
Alexandr Iraklijevič Metreveli (gruzínsky: ალექსანდრე მეტრეველი; rusky: Александр Ираклиевич Метревели * 2. listopadu 1944, Gruzínská sovětská socialistická republika, dnes Gruzie) je bývalý sovětský profesionální tenista gruzínské národnosti, nejúspěšnější hráč celé sovětské éry.
V roce 1973, kdy došlo k bojkotu osmdesáti jedna hráčů ATP ve Wimbledonu, se probojoval do finále mužské dvouhry, v níž podlehl druhému nasazenému Janu Kodešovi ve třech setech. Finále smíšené čtyřhry si na tomto grandslamu zahrál spolu s Olgou Morozovovou v letech 1968 a 1970, obě finále prohrál.
Na žebříčku ATP byl nejvýše ve dvouhře klasifikován v červnu 1974 na 9. místě.

## Tenisová kariéra
V roce 1961 se stal mistrem SSSR v kategorii dorostenců. Mezi dospělými triumfoval na mistrovství Sovětského svazu dvanáctkrát ve dvouhře, jedenáctkrát v mužské čtyřhře a šestkrát ve smíšené čtyřhře.
V letech 1970, 1971, 1973, 1975, 1977 a 1978 zvítězil na amatérském mistrovství Evropy. V sovětském daviscupovém týmu debutoval roku 1963.
V letech 1968 a 1970 se probojoval do semifinále mezinárodního mistrovství Itálie, v druhém případě prohrál s Janem Kodešem. Roku 1970 jej naopak porazil v úvodním kole Wimbledonu. V tomto ročníku grandslamu si zahrál finále mixu s Morozovovou. V roce 1971 vyhrál tři turnaje singlu na australské části okruhu. V utkání Davisova poháru mezi ČSSR a SSSR v Praze na Štvanici, kdy československý tým vyhrál 4:1, získal jediný bod výhrou nad Janem Kodešem.
V roce 1977 bojkotoval spolu s dalšími sovětskými tenisty světové turnaje, jakožto projev nesouhlasu proti opatřením Mezinárodní tenisové federace vůči sovětskému daviscupovému družstvu, které odmítlo v předchozím ročníku nastoupit k mezipásmovému semifinále s Chile z důvodu Pinochetova režimu.

## Finálová utkání na turnajích Grand Slamu (3)

### Dvouhra

#### Finalista (1)
| Rok  | Turnaj    | Vítěz     | Výsledek      |
| 1973 | Wimbledon | Jan Kodeš | 6–1, 9–8, 6–3 |

### Smíšená čtyřhra

#### Finalista (2)
| Rok  | Turnaj    | Spoluhráčka     | Vítězové                       | Výsledek      |
| 1968 | Wimbledon | Olga Morozovová | Margaret Courtová Ken Fletcher | 6–1, 14–12    |
| 1970 | Wimbledon | Olga Morozovová | Rosie Casalsová Ilie Năstase   | 6–3, 4–6, 9–7 |